# Tabula recta

Esempio di tabula recta

In crittografia, la tabula recta è una disposizione di una serie di righe dell'alfabeto a quadrato, queste righe vengono costruite sfalsandole di una lettera (verso destra o verso sinistra).

## Storia
Venne creata nel 1508 da Johannes Trithemius, ma viene spesso chiamata tavola di Vigenère in quanto è stata in seguito utilizzata nell'omonimo cifrario.
Tritemio utilizzò la tabula recta per definire un cifrario polialfabetico che era equivalente nel suo risultato finale al disco cifrante di Leon Battista Alberti, eccetto per il fatto che nel disco dell'Alberti gli alfabeti erano mescolati. La tabula recta viene spesso menzionata quando si spiegano le cifrature analogiche dell'era antecedente i computer, includendo il cifrario di Vigenère e, sempre di Vigenère, il meno noto (ma molto più resistente alla decodifica) cifrario ad autochiave. Tutte le cifrature polialfabetiche basate sul cifrario di Cesare, possono essere descritte in termini di tabula recta.

## Funzionamento
Per riuscire a criptare un testo qualsiasi, si deve localizzare la linea con la prima lettera da criptare, e la colonna nella prima lettera della chiave. La lettera dove la linea e la colonna si incrociano è la lettera che bisogna adoperare nella scritta cifrata.
```
A B C D E F G H I J K L M N O P Q R S T U V W X Y Z
B C D E F G H I J K L M N O P Q R S T U V W X Y Z A
C D E F G H I J K L M N O P Q R S T U V W X Y Z A B
D E F G H I J K L M N O P Q R S T U V W X Y Z A B C
E F G H I J K L M N O P Q R S T U V W X Y Z A B C D
F G H I J K L M N O P Q R S T U V W X Y Z A B C D E
G H I J K L M N O P Q R S T U V W X Y Z A B C D E F
H I J K L M N O P Q R S T U V W X Y Z A B C D E F G
I J K L M N O P Q R S T U V W X Y Z A B C D E F G H
J K L M N O P Q R S T U V W X Y Z A B C D E F G H I
K L M N O P Q R S T U V W X Y Z A B C D E F G H I J
L M N O P Q R S T U V W X Y Z A B C D E F G H I J K
M N O P Q R S T U V W X Y Z A B C D E F G H I J K L
N O P Q R S T U V W X Y Z A B C D E F G H I J K L M
O P Q R S T U V W X Y Z A B C D E F G H I J K L M N
P Q R S T U V W X Y Z A B C D E F G H I J K L M N O
Q R S T U V W X Y Z A B C D E F G H I J K L M N O P
R S T U V W X Y Z A B C D E F G H I J K L M N O P S
S T U V W X Y Z A B C D E F G H I J K L M N O P Q R
T U V W X Y Z A B C D E F G H I J K L M N O P Q R S
U V W X Y Z A B C D E F G H I J K L M N O P Q R S T
V W X Y Z A B C D E F G H I J K L M N O P Q R S T U
W X Y Z A B C D E F G H I J K L M N O P Q R S T U V
X Y Z A B C D E F G H I J K L M N O P Q R S T U V W
Y Z A B C D E F G H I J K L M N O P Q R S T U V W X
Z A B C D E F G H I J K L M N O P Q R S T U V W X Y
```

Se si interpretano le lettere come codifiche dei primi 26 numeri naturali secondo la corrispondenza biunivoca tra lettere e numeri 
{\displaystyle {\begin{vmatrix}A&B&C&...&Z\\0&1&2&...&25\end{vmatrix}}} ,
ogni posizione della tavola fornisce la somma modulo 26 dell'intero a inizio riga e dell'intero a inizio colonna. Questa tavola quindi costituisce la tavola di moltiplicazione per il gruppo ciclico di ordine 26, ovvero del gruppo additivo delle classi di resti modulo 26. Essa si può anche considerare un quadrato latino di ordine 26.

## Curiosità
- Secondo il decodificatore militare francese, il capitano Roger Frontenac, che nel 1950 pubblicò il libro "La clef secrète de Nostradamus", il profeta adopera una chiave "tritemiana".

La sua presunta scoperta si ha nel testo della lettera di Nostradamus a suo figlio Cesare, dove si troverebbe una cifratura basata su una variante della tavola di Vigenère, che impiegherebbe come chiave di crittazione la seguente frase mnemonica a senso compiuto in latino:
OPPLEVI IN VIVA ACTA TAM LATENTER DENSA EX, 
 
HDMP FATA HAC CULTA SUNT OB GRATIAE FIDOS 

NOSTRADAMUS FAS OBTURAVIT A SAXO»
(Roger Frontenac)
- Nel De triplici minimo et mensura, di Giordano Bruno (nel cui testo De magia mathematica è presente come fonte la Steganographia di Tritemio[1]), vi sono delle immagini simili alla tabula recta.[2]